# Негропонте, Николас
Николас Негропонте (англ. Nicholas Negroponte; род. 1 декабря 1943 год, Нью-Йорк) — американский информатик греческого происхождения.
Родной брат заместителя Госсекретаря США (2007), бывшего директора Национальной разведки США (2005—2007) Джона Димитриса Негропонте.
В 1985 году основал и возглавил Media Labs в Массачусетском технологическом институте. С 1993 по 1998 год вёл колонку «Move bits, not atoms» в журнале Wired. В 1995 году сформулировал концепцию Электронной экономики. С 2005 года — инициатор и лидер образовательного проекта «2b1», предтечи программы ООН One Laptop Per Child (рус. ноутбук — каждому ребенку). С февраля 2006 года возглавляет образованную под эгидой ООН некоммерческую организацию OLPC.

## Сочинения
- Negroponte, N. (1970). The Architecture Machine: Towards a More Human Environment. Cambridge, Mass.: MIT Press. ISBN 0-262-64010-4
- Negroponte, N. (1995). Being Digital. Knopf. (Paperback edition, 1996, Vintage Books, ISBN 0-679-76290-6)